# 8143-as mellékút (Magyarország)
A 8143-as számú mellékút egy körülbelül 9,7 kilométer hosszú mellékút Komárom-Esztergom vármegye déli részén, a Vértes hegység északi lábainál. Oroszlány egyik legfontosabb útja.

## Nyomvonala
Kecskéd és Környe határán ágazik ki a 8119-es útból, annak 43+300 kilométerszelvénye közelében, délnyugat felé. Kezdeti szakaszán kecskédi külterületek közt húzódik, de kevesebb, mint fél kilométer után eléri Oroszlány határszélét. Egy darabig még a két település határvonalát kíséri, de bő 1,2 kilométer után teljesen oroszlányi területre ér. 2,6 kilométer után áthalad egy körforgalmú csomóponton, amelybe nyugat felől a 8155-ös út torkollik bele, 6,4 kilométer megtétele után, majd végighúzódik a város központján. Elhalad a Tatabánya–Oroszlány-vasútvonal végállomása mellett, keresztezi az onnan dél felé továbbhaladó iparvágányokat, illetve a Pénzes-patakot is, amelynek a neve innentől kezdve Oroszlány-Kecskédi-vízfolyás.
Kiindulási pontjától kezdve többé-kevésbé a délnyugati irányt követi, és egy darabig még így folytatódik a városközpont elhagyását követően is. Ezután viszont (nagyjából 5,4 kilométer megtételét követően) északnyugat felé fordul, átlép Bokod területére, keresztezi az Által-eret és elhalad az annak duzzasztásával kialakított Bokodi-tó (a Vértesi Erőmű Zrt. egykori oroszlányi erőművének hűtőtava) mellett. Nagyjából 7,9 kilométer után kiágazik belőle észak felé a 81 134-es út, majd 9,3 kilométer a 8154-es út is, nem sokkal később pedig betorkollik a 8127-es útba, és ott véget ér.
Teljes hossza, az országos közutak térképes nyilvántartását szolgáló kira.gov.hu adatbázisa szerint 9,728 kilométer.